# Sauce Viejo
Sauce Viejo é uma comuna da província de Santa Fé, na Argentina.